# Rudkøbing Kommune
| Strukturdaten       | Strukturdaten     |
| ------------------- | ----------------- |
| Sitz der Verwaltung | Rudkøbing         |
| Fläche              | 62,94 km²         |
| Einwohner           | 6.647 (2006)      |
| Kommune seit 2007   | Langeland Kommune |
| Website             | www.rudkoebing.dk |

Rudkøbing Kommune war bis Dezember 2006 eine dänische Kommune auf der Insel Langeland im damaligen Fyns Amt. Sie entstand 1966 und ging somit der Kommunalreform im Jahre 1970 voraus. Seit Januar 2007 ist sie zusammen mit  den Kommunen Tranekær und Sydlangeland Teil der neugebildeten Langeland Kommune, die die gesamte Insel Langeland umfasst.

## Sogne
Rudkøbing Kommune bestand aus folgenden Kirchspielsgemeinden (dän.: Sogn):
- Fuglsbølle Sogn (Langelands Sønder Herred)
- Longelse Sogn (Langelands Sønder Herred)
- Rudkøbing Sogn (Langelands Nørre Herred)
- Simmerbølle Sogn (Langelands Nørre Herred)
- Skrøbelev Sogn (Langelands Nørre Herred)
- Strynø Sogn (Sunds Herred)